# Metate

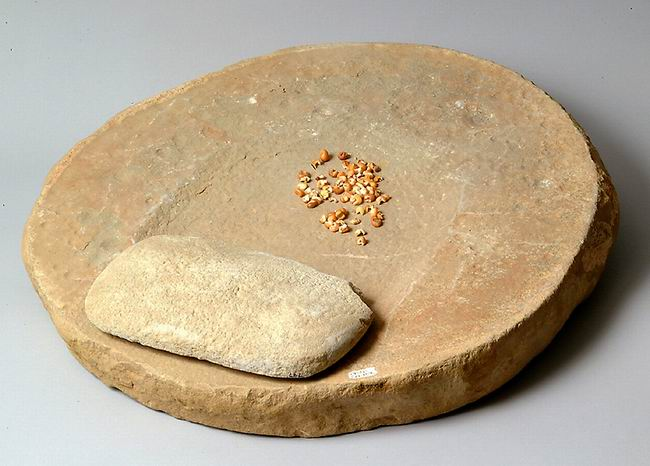
Metate, mano e mais, tutti circa del XII secolo, dal Chaco Canyon, USA

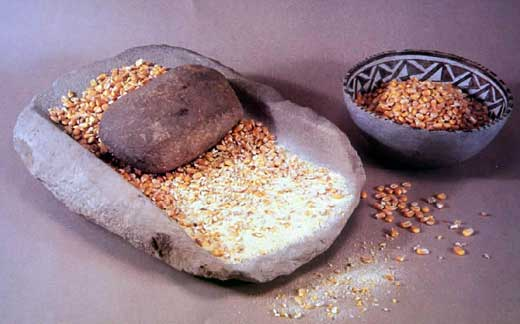
Mano, metate e ciotola di mais. Esposizione museale di manufatti Ancestral Pueblo nel Parco Nazionale di Mesa Verde

Una metate (o pietra da pasto) è un tipo o una varietà di quern, uno strumento di pietra utilizzato per la lavorazione del grano e dei semi. Nella cultura tradizionale mesoamericana, le metate erano tipicamente usate dalle donne che macinavano il mais trattato con calce e altri materiali organici durante la preparazione del cibo (ad esempio, la preparazione delle tortilla). Manufatti simili si trovano in tutto il mondo, compresa la Cina.

## Design e utilizzo
Sebbene varino nella morfologia specifica, le metate sono tipicamente costituite da una grande pietra con una depressione liscia o una ciotola consumata nella superficie superiore. I materiali vengono macinati sulla metate utilizzando una pietra liscia tenuta a mano nota come mano o metlapil. Questa azione consiste in un movimento di macinazione orizzontale che differisce dal movimento di frantumazione verticale utilizzato in un mortaio con pestello. La profondità della ciotola varia, sebbene in genere non siano più profonde di quelle di un mortaio; ciotole di metate più profonde indicano un periodo di utilizzo più lungo o un grado maggiore di attività (cioè specializzazione economica).
Gli angoli specifici del corpo della metate consentono un metodo efficace per trasformare i chicchi in farina. Lesley Téllez descrive l'azione di macinazione di una metate come usare "i polsi per ruotare il metlapil in avanti, premendo allo stesso tempo verso il basso, con forza, con i palmi delle mani".
Le metate possono essere classificate in base alla forma della superficie di molatura. Una categorizzazione identifica quattro di queste forme: piatta, piatta/concava, a bacino e a depressione. Le metate a forma di bacino vengono utilizzate con una corsa di molatura circolare, mentre quelle piatte e a forma di conca vengono utilizzate con un movimento di andata e ritorno reciproco o di oscillazione reciproca.
Un altro tipo di metate chiamata lastra di macinazione può essere trovato anche tra massi o affioramenti rocciosi esposti. La faccia superiore della pietra viene utilizzata per la macinazione di materiali, come le ghiande, che si traduce nella levigatura della faccia della pietra e nella creazione di fossette butterate.

## Storia
Si stima che l'uso di metate sia iniziato nel periodo cenolitico superiore in Messico, a volte tra circa il 5000 a.C.-3000 a.C., e nel periodo medio arcaico nel sud-ovest americano, circa 3500 a.C. Le prime metate conosciute erano piatte o a forma di bacino; quelle a forma di trogolo entrarono in uso nel sud-ovest intorno all'anno 450.
Le metate sono ancora utilizzate in alcune aree ancora ai giorni nostri. Ad esempio, in alcune zone del Messico rurale, le donne usano le metate per macinare il mais nixtamalizzato per le tortilla.

## Metate cerimoniali della Costa Rica

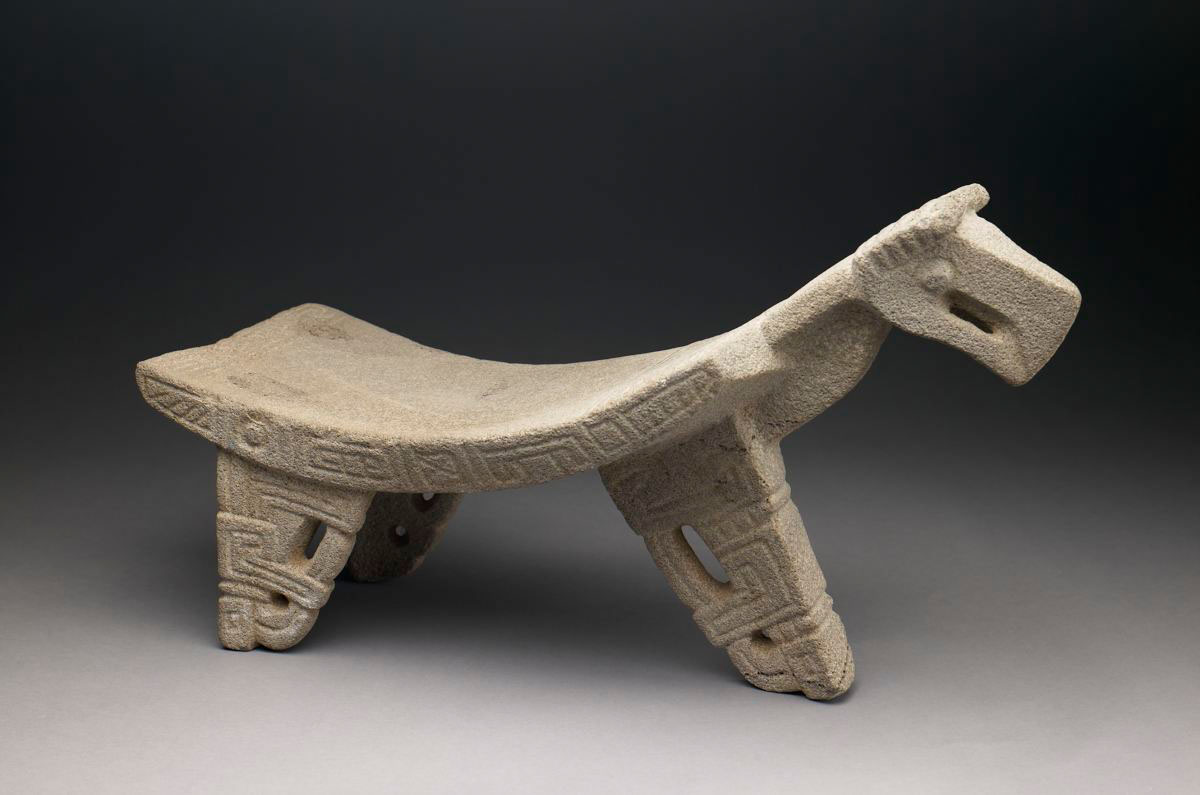
Una metate costaricana con iconografia di uccelli al Birmingham Museum of Art

Le metate cerimoniali scolpite in pietra vulcanica rappresentano una delle tradizioni più insolite e complesse dei manufatti precolombiani della Costa Rica. Sono disponibili in molte forme diverse e la variazione morfologica corrisponde alle diverse regioni e a diversi periodi di tempo. Possono essere rettangolari, circolari, piatte o curve. Possono avere o meno cerchi e tre o quattro zampe. Alcuni reperti mostrano segni di usura mentre altri non ne mostrano e sembrano essere state realizzate appositamente per l'uso come beni funerari. Alcuni esempi caratterizzati come metate potrebbero essere stati effettivamente un tipo di trono su cui sedersi, non una metate.
Alcuni esempi sono noti come metate dalla testa ad effigie che rappresentano la testa di un animale a un'estremità, con la metate stessa che costituisce il corpo della creatura. Gli animali tipicamente raffigurati sono giaguaro, coccodrillo o uccelli. Il tipo più complesso di metate cerimoniale è la classe denominata metate "a pannello volante". Questo stile proviene dalla regione dello spartiacque atlantico, inclusa la città di Guayabo e rappresenta un alto livello di artigianalità e complessità. Scolpite da un unico pezzo di pietra, queste metate contengono tipicamente più figure, sia sotto il piatto che sulle gambe. Teste di trofei, uccelli, giaguari, scimmie e sauri sono i temi più comuni. Si ritiene che la metate "a pannello volante" sia il modello precursore delle figure scultoree autoportanti più comuni in seguito nella regione dello spartiacque atlantico.

### Variazione temporale e regionale

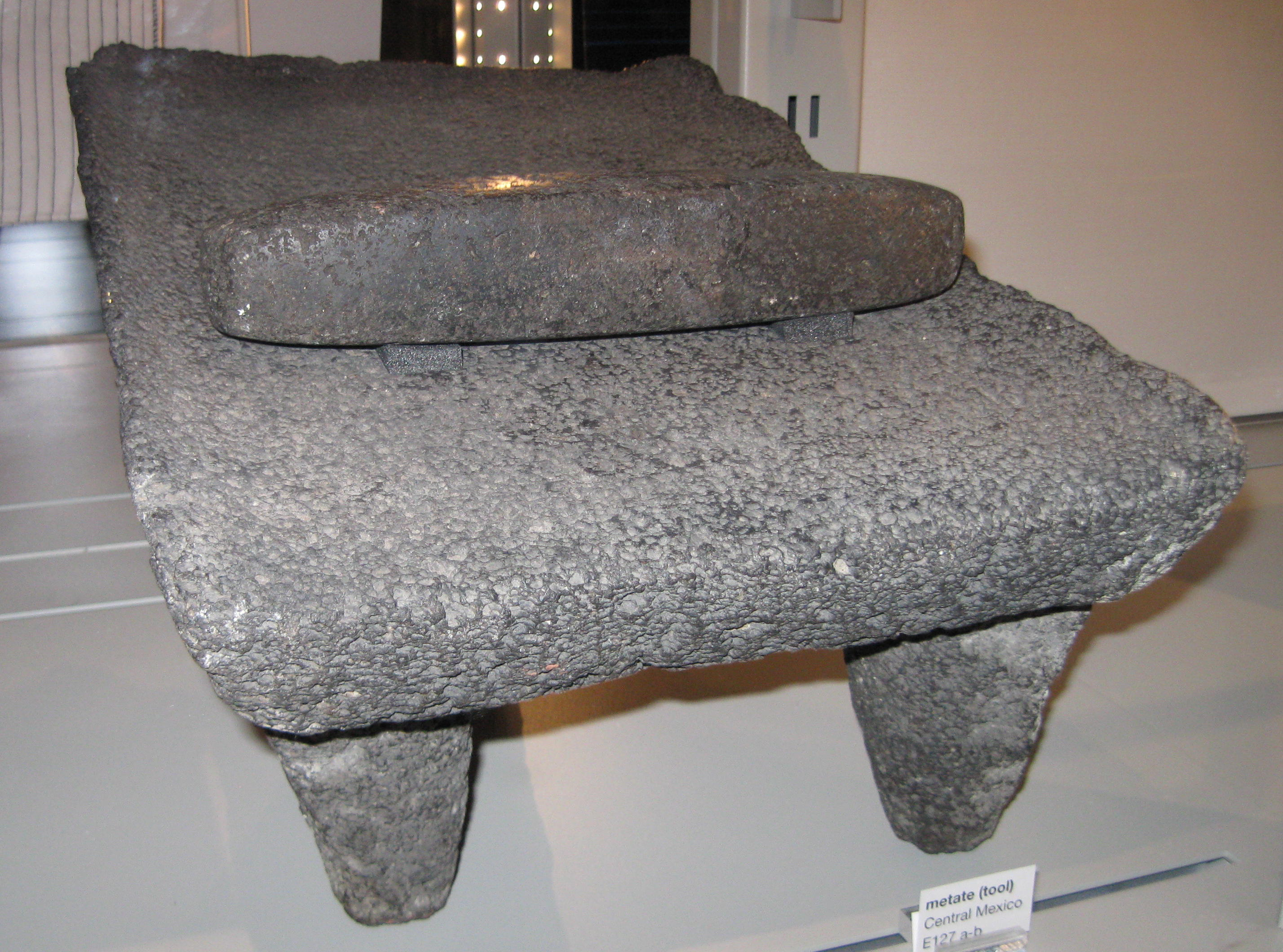
Strumento nativo americano di pietra grinder o metate dal Messico centrale

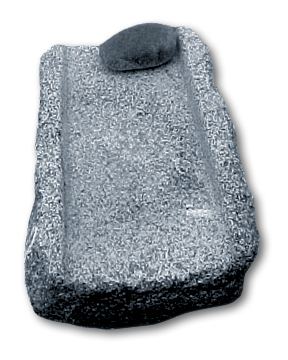
Metate e mano

Le prime tradizioni della scultura in pietra in Costa Rica, inclusa la metate cerimoniale, iniziarono nel tardo periodo IV (anni 1-500 dell'era volgare). Le metate della regione di Nicoya/Guanacaste hanno placche curve longitudinalmente e senza bordo. Quelle dell'Atlantico Watershed hanno un piatto che è orizzontalmente piatto e bordato. Entrambe sono associate a beni funerari, suggerendo che esisteva uno status sociale differenziale all'interno di queste comunità. I tre principali tipi di scultura in pietra costaricana in questo periodo - treppiede-metate, teste di mazza e pendenti in giada "ascia-dio" - raggiunsero il picco e andarono diminuendo in uso durante il Periodo V (anni 500-1000).
La scultura in pietra non fu mai più popolare nella regione di Nicoya/Guanacaste, ma nello spartiacque atlantico (come a Guayabo), nel Periodo VI (1000–1500), entrarono in uso sculture figurative indipendenti e nuove forme di metate cerimoniale. Questi nuovi tipi di metate potevano essere rettangolari con quattro gambe come gli esempi di effigie di giaguaro o di forma rotonda con una base a piedistallo. Questi ultimi tipi hanno spesso teste umane scolpite (o solo tacche suggestive) attorno al bordo che implicano una relazione con la presa rituale della testa del trofeo. Questa particolare forma di metate sembra essere stata influenzata dalle sculture in pietra del sito panamense di Barriles.
Nel sito di Las Huacas sono state trovate quindici metate provenienti da sedici tombe. Nessuna di queste metate aveva manos (macina), suggerendo che la metate scolpita come oggetto mortuario aveva un significato simbolico più profondo della semplice lavorazione di prodotti alimentari. Lo scopo meccanico di base della metate è una piattaforma su cui (principalmente) il mais viene trasformato in farina. Questa trasformazione del grano in farina ha implicazioni simboliche relative alla vita, alla morte e alla rinascita. Non è ancora chiaro se il mais fosse la principale fonte di sostentamento, ed è del tutto possibile che fosse riservato alla produzione della chicha (birra), da utilizzare nelle attività rituali dei banchetti. Dato il loro ruolo di bene sepolcrale, sembra che le metate avessero un forte significato per la vita umana, la morte e la speranza di una rinascita o di una trasformazione di qualche tipo.

### Iconografia

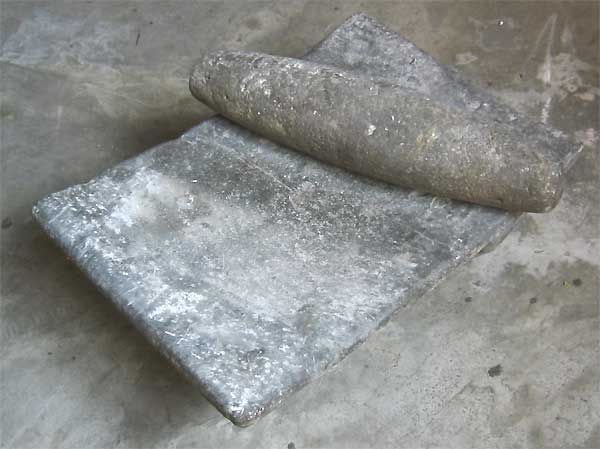
Due oggetti comunemente usati dai messicani indigeni. Il mortaio è chiamato metate e la pietra che lo attraversa è mano. Si tiene con entrambe le mani e si usa per macinare mais, cacao e altri alimenti di base.

I tre elementi iconografici più popolari della metate cerimoniale sembrano essere sauri, uccelli e giaguari. Anche le scimmie sono comuni. Una caratteristica unica della metate cerimoniale è la mancanza di figure umane. Le teste disincarnate sono l'unica eccezione. Mentre le figure umane diventano il soggetto principale delle sculture autoportanti, che raffigurano donne nude o guerrieri con teste di trofei e prigionieri maschi legati, queste non sembrano essere state raffigurate sulle metate. Le metate a pannello volante hanno spesso figure antropomorfe, ma sempre teste di animali (spesso coccodrilli).
In entrambe le regioni di Nicoya e Atlantic-Watershed, le metate sono spesso realizzate con immagini di sauri (in particolare coccodrilli, alligatori o caimani). Si pensa che il sauro rappresenti la superficie della terra, che si riferisce alla fertilità agricola. Uno dei temi più antichi e importanti dell'arte Chibcha è quello del dio coccodrillo. Raffigurato come un essere antropomorfo con una testa di coccodrillo, è stato scolpito in metate a pannelli volanti, a volte raffigurati in piedi su un sauro a due teste e altre volte su un giaguaro. Come simbolo, il Sauro bicipite ha l'uso e la distribuzione più lunghi nel tempo di qualsiasi elemento iconografico nell'area istmo-colombiana.
Le metate a pannello volante della Costa Rica risalgono al I e al VII secolo. Tuttavia, alcune caratteristiche del dio coccodrillo raffigurate sulle metate a pannello volante lo mostrano con gomiti a forma di U innaturali e dita lunghe e strette, come si vede sugli dei coccodrillo realizzati in oro che risalgono al X-XVI secolo. Queste forme stilistiche hanno senso per l'uso nei piccoli ornamenti in oro realizzati con la tecnica della cera persa, ma sembrano strane per l'uso nella pietra scolpita. Forse queste metate risalgono a molto più tardi di quanto si pensasse e si ispiravano alle raffigurazioni in oro.
Gli uccelli con becchi lunghi e ricurvi che sembrano rappresentare avvoltoi, tucani o forse colibrì sono un altro tema popolare. Trovati per la prima volta in Costa Rica su ceramiche della fase di Pavas e El Bosque, sono un elemento comune nelle metate a pannelli volanti, a volte raffigurate mentre beccano teste umane.

## Collezioni
La più grande collezione è nel Museo Nazionale della Costa Rica. Una collezione di oltre 20 metate si trova al British Museum

## Galleria d'immagini

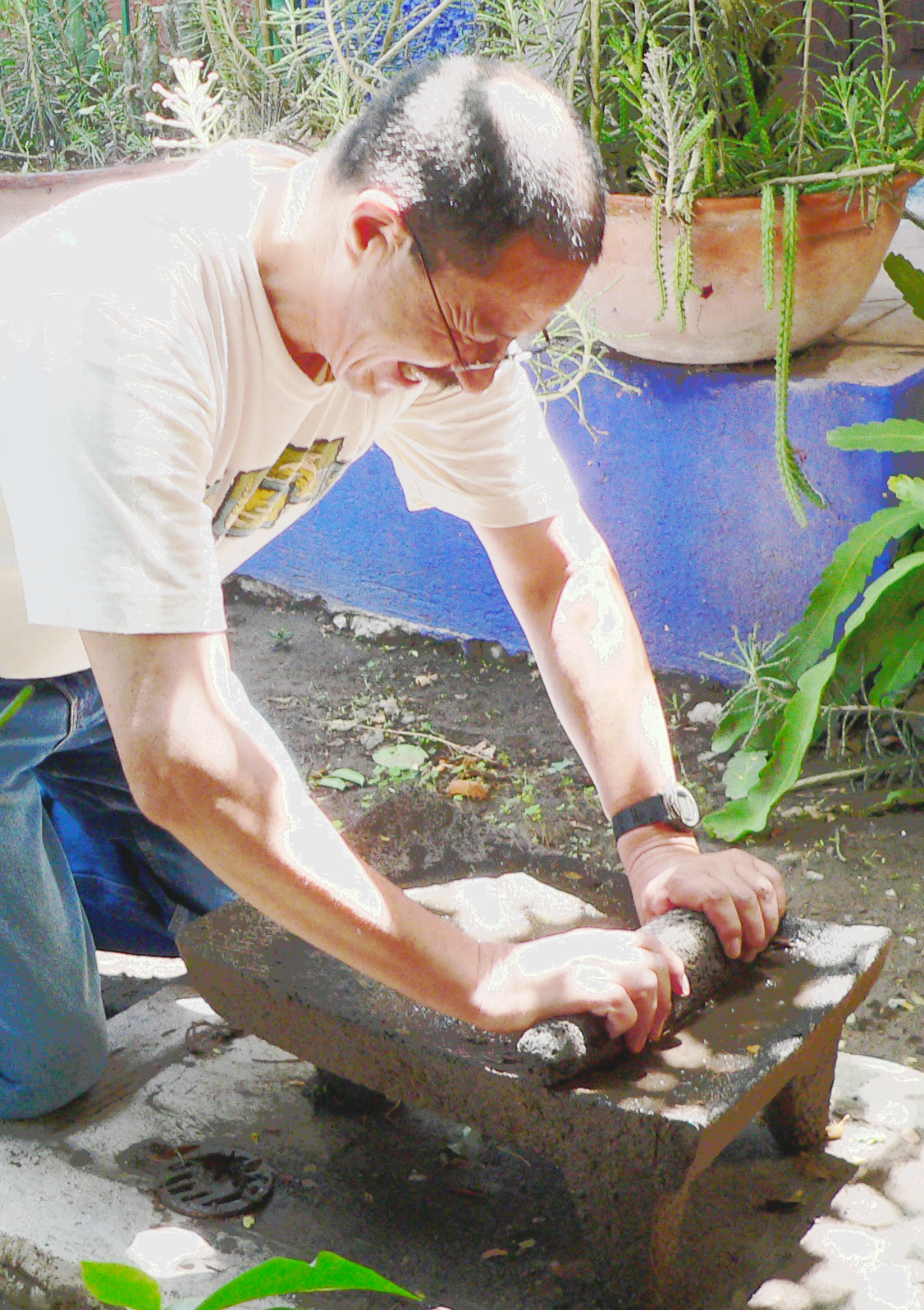
Uso di una metate messicana
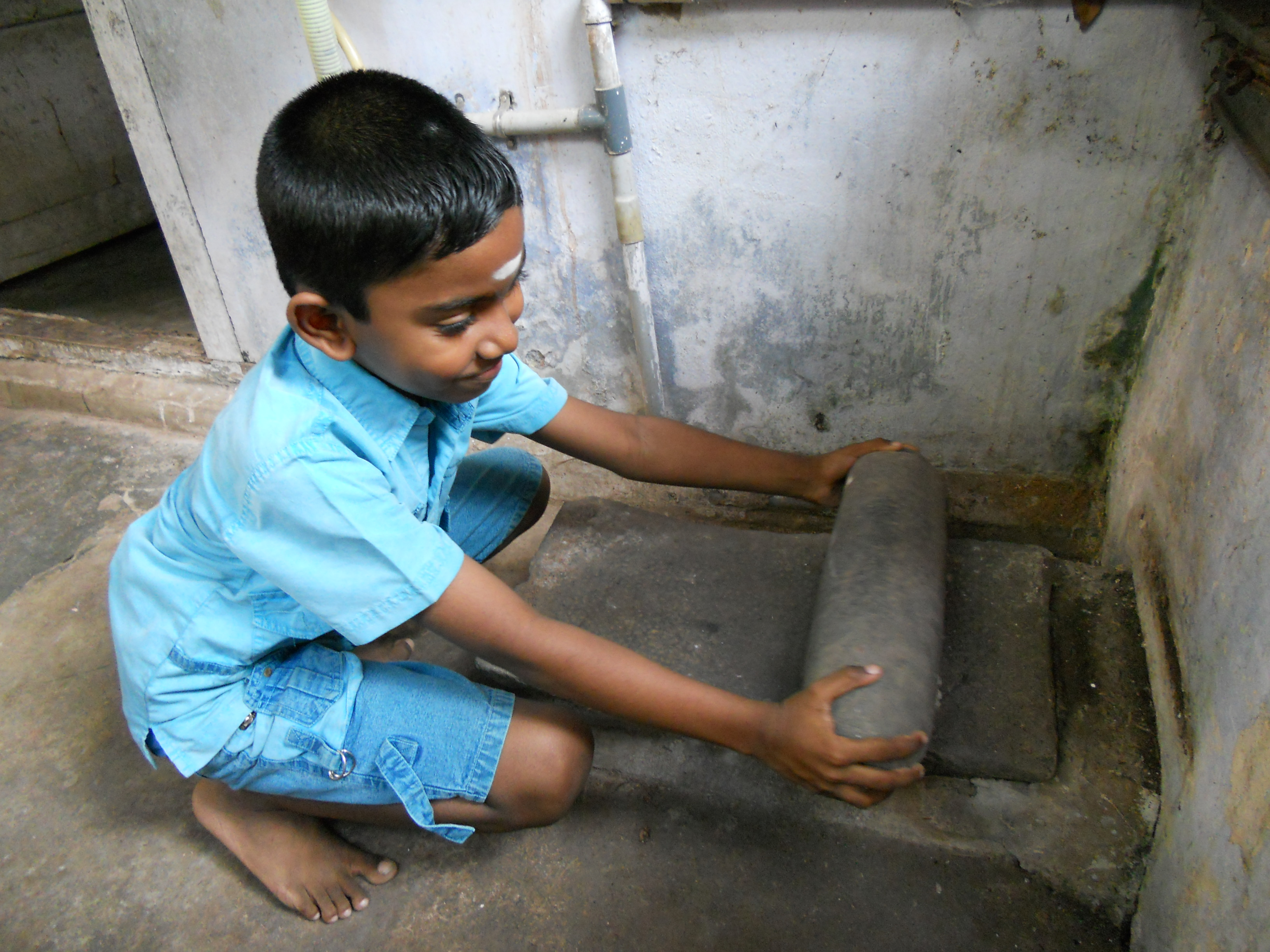
Uso di una metate in India
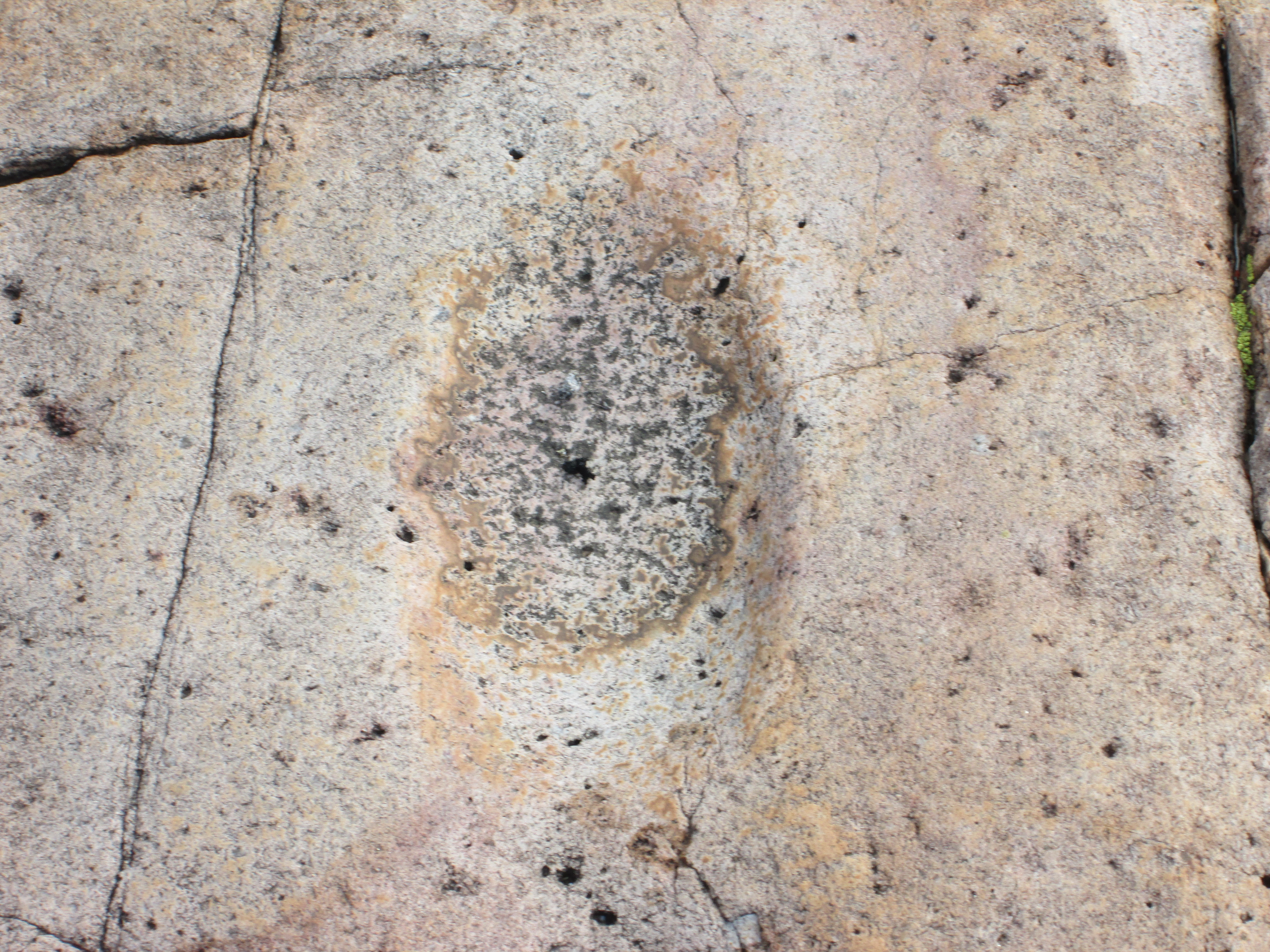
Metate nativa americana a Huerfano Butte, Arizona
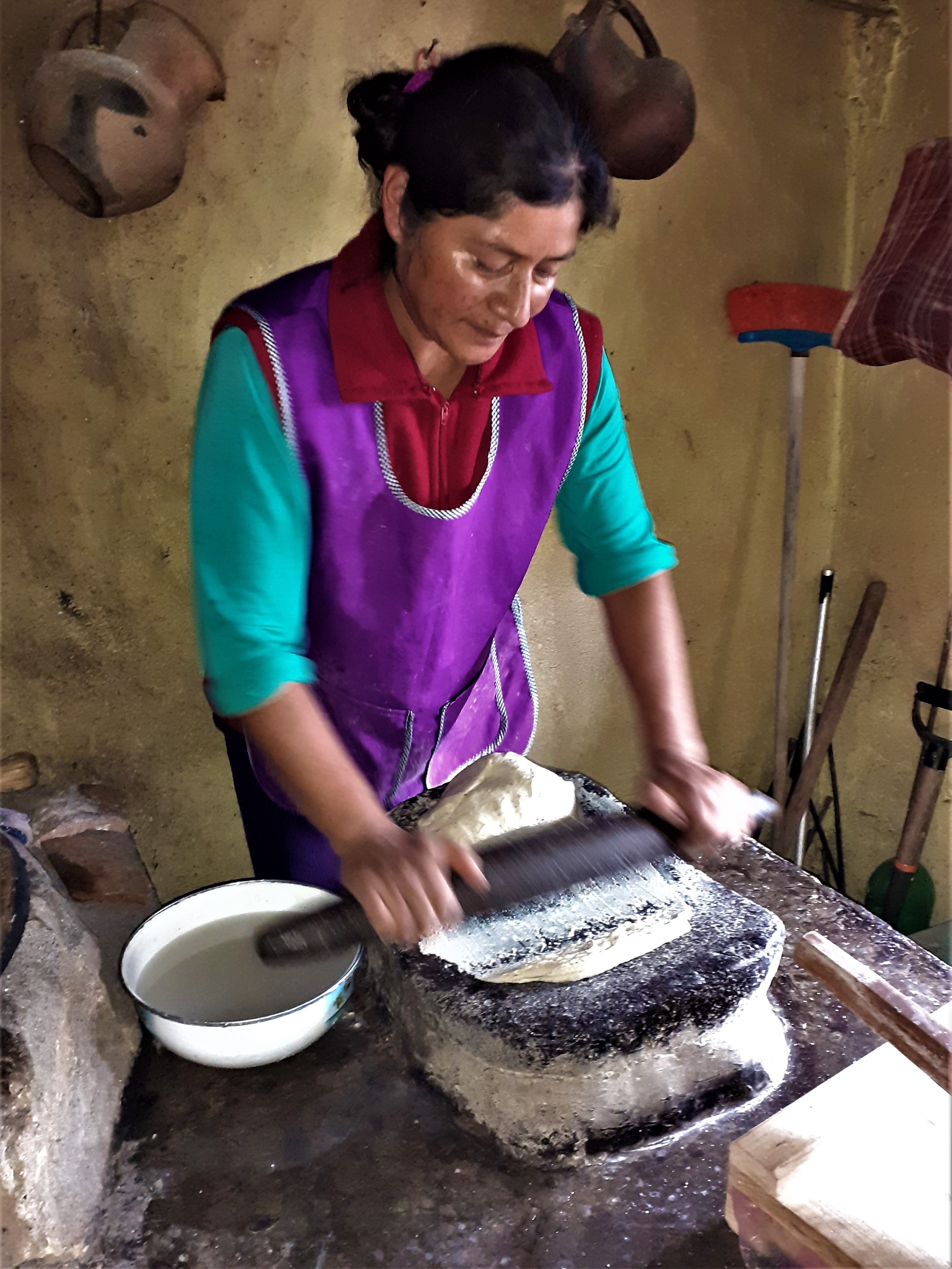
Isabel Nicolás, una donna Ñuu Savi (Mixtechi) che macina la pasta di mais nello yooso (metate in Mixteco) quando prepara le tortilla. San Juan Achiutla, Oaxaca, Messico, 2020.
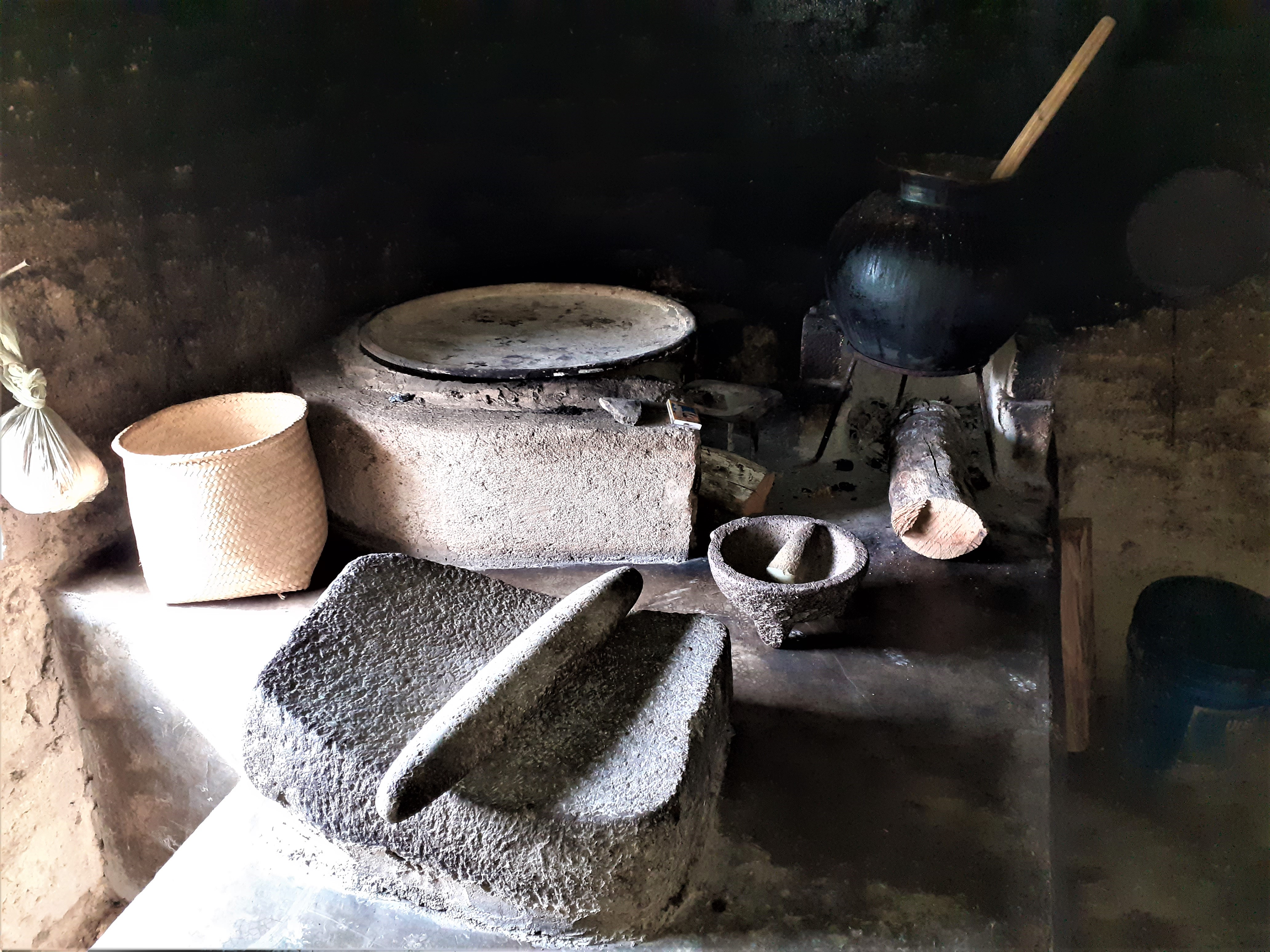
Cucina indigena contemporanea con metate in primo piano. San Juan Achiutla, Oaxaca, Messico, 2020.
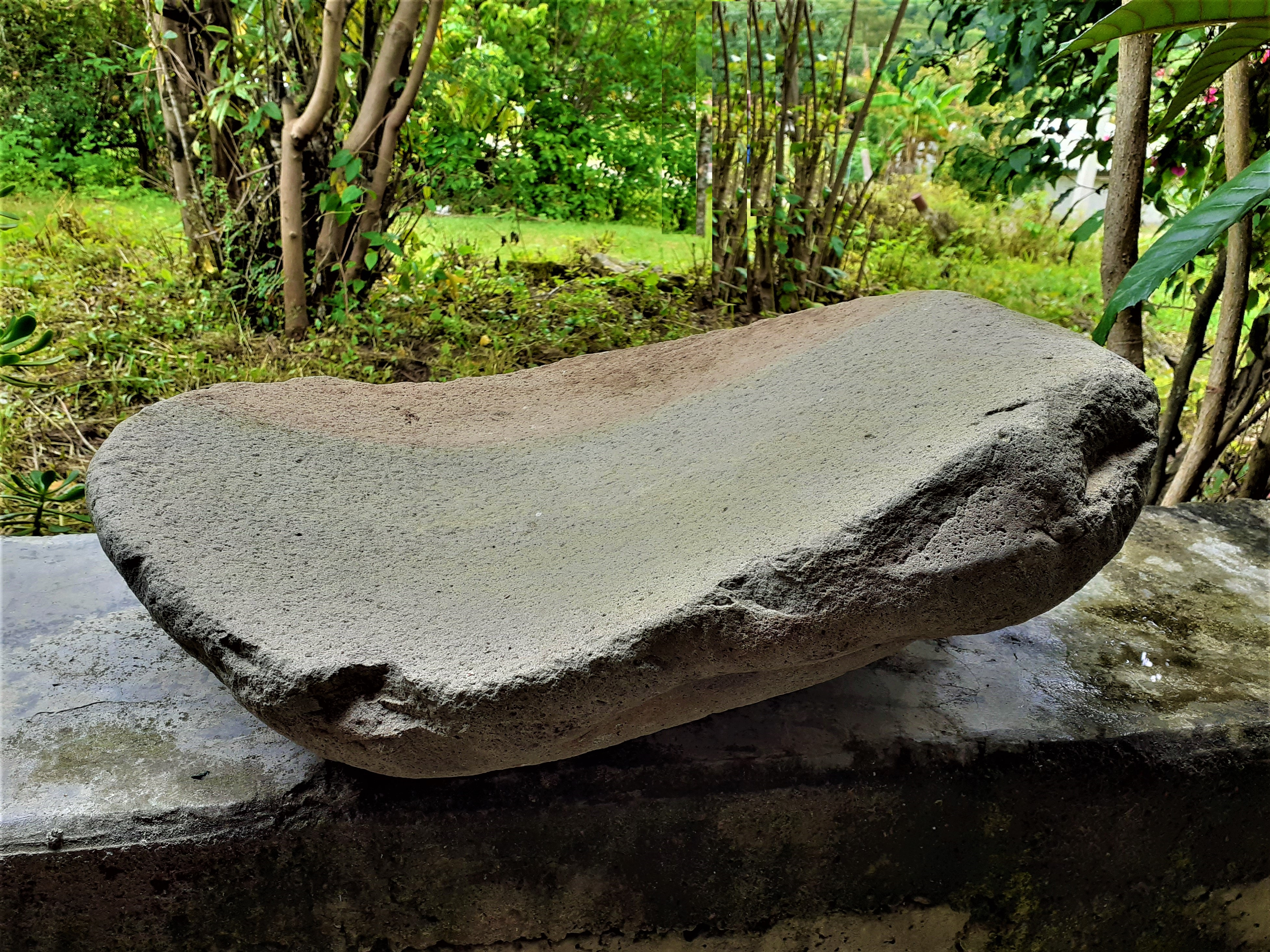
Metate mixteca precolombiana. San Juan Achiutla, Oaxaca, Messico. 2020.